# Carwood Lipton
Pour les articles homonymes, voir Lipton (homonymie).
Clifford Carwood Lipton dit Carwood Lipton (30 janvier 1920 à Huntington - 16 décembre 2001 à Southern Pines) est un officier de l'US Army. Membre de la 101e division aéroportée, il participe aux côtés de la célèbre Easy Company à la bataille de Normandie puis s'illustre lors de la bataille des Ardennes. 

## Biographie

### Avant-guerre
Carwood Lipton naît et grandit à Huntington en Virginie-Occidentale. Son père meurt dans un accident de la route quand il a dix ans et sa mère, blessée dans le même accident, reste paralysée. Aîné de la fratrie, Carwood prend alors une grande part dans l'éducation de ses frères et sœurs. Après des études secondaires à la Huntington High School, il aide sa mère à tenir une pension de famille puis entre à l'Université Marshall mais n'y reste qu'une année, la quittant pour travailler et subvenir aux besoins de la famille. En 1942, après la lecture d'un article du magazine Life parlant des toutes nouvelles troupes aéroportées et de la difficulté de leur entraînement, Lipton décide de s'engager dans les parachutistes.

### Seconde Guerre mondiale
Affecté à la Easy Company du 2e bataillon du 506e Régiment d'infanterie parachutée (506th PIR), il est basé au Camp Toccoa en Géorgie où il suit sa formation initiale de combattant avant d'être entraîné au parachutisme à Fort Benning puis d'être envoyé en Angleterre pour préparer l'invasion de l'Europe. Inquiet des carences au combat du commandant de la compagnie, le capitaine Sobel, et du danger que cela représente pour les hommes au moment d'engager le combat contre les allemands, Lipton, Bill Guarnere et plusieurs autres sous-officiers écrivent une lettre au colonel Sink qui commande le régiment,. Lui et ses collègues sont sévèrement réprimandés par le colonel mais Lipton conserve sa place et son grade et le capitaine Sobel est écarté de la compagnie au profit du lieutenant Meehan. Dans la nuit du 5 au 6 juin 1944, il est parachuté avec la 101e Division aéroportée dans le ciel de Normandie. Les parachutistes étant éparpillés parfois loin de leurs zones de saut prévues, Lipton parvient à se rassembler avec quelques hommes dont le lieutenant Dick Winters avec qui il connait les premiers combats. Parvenu à rejoindre le reste du 506th PIR à Sainte-Marie-du-Mont, il participe, toujours sous les ordres de Dick Winters, à l'assaut contre le manoir de Brécourt ce qui lui vaut d'être décoré de la Bronze Star. Quelques jours plus tard, lors de la bataille de Carentan, il est sérieusement blessé au visage et à l'aine par des éclats d'obus. Renvoyé en Angleterre pour y être soigné, il est promu first sergeant et rejoint les rangs de la Easy lorsque celle-ci revient de France pour une période de repos.
Carwood Lipton participe ensuite à l'opération Market Garden. Après de rudes combats à Nuenen et la libération d'Eindhoven, il seconde le nouveau commandant de la Easy Company, le lieutenant Heyliger, dans la réalisation d'une opération nocturne destinée à secourir plus d'une centaine de soldats britanniques encerclés par l'ennemi dans le secteur d'Arnhem. Après un séjour de repos et de réorganisation à Mourmelon, le 506th PIR est envoyé en Belgique en décembre 1944 lorsque s'engage la bataille des Ardennes. Le lieutenant Heyliger ayant été blessé en Hollande, son remplaçant, le lieutenant Norman Dike inquiète les hommes par son manque d'implication et de compétences au combat alors que les soldats subissent l'hiver extrêmement rigoureux et les incessants barrages d'artillerie allemands. En janvier 1945, alors que la Easy Company est chargée de s'emparer du village de Foy, Norman Dike est pris de panique, peut-être blessé à l'épaule, et stoppe la progression de l'unité en plein découvert,. Malgré les recommandations de Lipton, Dike ne réagit pas et se fait remplacer, sur ordre de Dick Winters qui commande désormais le 2e bataillon, par le lieutenant Speirs. Ce dernier rejoint la compagnie et, après avoir écouté le compte-rendu de la situation donné par Lipton, dirige la fin de l'attaque. Après la prise de Foy, Lipton reçoit les éloges du commandement pour son comportement auprès des hommes de la Easy Company pendant toute la durée du siège de Bastogne. Contribuant à maintenir leur moral et leur motivation face à leurs inquiétudes vis-à-vis du lieutenant Dike, le lieutenant Speirs et le capitaine Winters le considèrent comme ayant agi comme un véritable commandant de compagnie et le recommandent pour une promotion d'officier,.
Carwood Lipton est officiellement promu sous-lieutenant alors que le 506th PIR effectue un court séjour à Haguenau. Puis il entre en Allemagne et suit la progression de la Easy Company jusqu'à Berchtesgaden. Il fait la connaissance de Ferdinand Porsche avec qui il partage un repas dans un camp de prisonniers puis le 8 mai 1945, lors de la capitulation de l'armée allemande, il reçoit la reddition du général Tolsdorff commandant le LXXXII. Armeekorps,. Promu lieutenant, il reste avec la Easy Company en Autriche jusqu'à la fin totale de la guerre survenant avec la capitulation du Japon. Dirigé vers la France, le 506th PIR est dissout en novembre 1945 et Carwood Lipton regagne les États-Unis.

### Après-guerre
Carwood Lipton reste dans l'armée de réserve des États-Unis jusqu'à la guerre de Corée mais n'est pas engagé dans le conflit. À son retour en Amérique, il reprend ses études à l'université Marshall et en ressort trois ans plus tard avec un diplôme d'ingénieur. Il est alors engagé chez Owens-Illinois et y gravit les échelons, devenant directeur d'exploitation. En 1966, il déménage à Bridgeton dans le New Jersey et devient directeur administratif d'une société, puis directeur de la fabrication dans une entreprise verrière à Londres où il s'est installé en 1971. En 1982, il retrouve les États-Unis à Toledo dans l'Ohio et prend sa retraite un an plus tard. Il se retire à Southern Pines en Caroline du Nord où il meurt le 16 décembre 2001 d'une fibrose pulmonaire.

## Décorations
|                         |                                                     |  |
| Bronze oak leaf cluster | Bronze oak leaf cluster · Bronze oak leaf cluster   |  |
|                         | Arrowhead · Bronze star · Bronze star · Bronze star |  |
|                         |                                                     |  |
|                         |                                                     |  |
|                         |                                                     |  |
| Bronze oak leaf cluster |                                                     |  |

| Combat Infantryman Badge                             |                                       |                                                                                                |                                                                                                |                                                     |                                                     |
| Bronze Star Avec une feuille de chêne                | Bronze Star Avec une feuille de chêne | Purple Heart Avec deux feuilles de chêne                                                       | Purple Heart Avec deux feuilles de chêne                                                       | Good Conduct Medal                                  | Good Conduct Medal                                  |
| American Campaign Medal                              | American Campaign Medal               | European-African-Middle Eastern Campaign Medal Avec une pointe de flèche et trois Service star | European-African-Middle Eastern Campaign Medal Avec une pointe de flèche et trois Service star | World War II Victory Medal                          | World War II Victory Medal                          |
| Army of Occupation Medal                             | Army of Occupation Medal              | National Defense Service Medal                                                                 | National Defense Service Medal                                                                 | Croix de guerre 1939-1945 Avec palme                | Croix de guerre 1939-1945 Avec palme                |
| Médaille de la France libérée                        | Médaille de la France libérée         | Croix de guerre belge 1940-1945 Avec palme                                                     | Croix de guerre belge 1940-1945 Avec palme                                                     | Médaille commémorative belge de la guerre 1940-1945 | Médaille commémorative belge de la guerre 1940-1945 |
| Parachutist Badge Avec deux étoiles                  |                                       |                                                                                                |                                                                                                |                                                     |                                                     |
| Presidential Unit Citation Avec une feuille de chêne |                                       |                                                                                                |                                                                                                |                                                     |                                                     |

## Hommages
- Carwood Lipton est représenté dans la série Band of Brothers où il est interprété par Donnie Wahlberg. Lors des entrevues filmées au début ou à la fin de chaque épisode, c'est lui qui cite l'extrait de la pièce Henry V de William Shakespeare où le roi Henri V d'Angleterre dans un discours prononcé à ses troupes juste avant la bataille d'Azincourt emploie l'expression "Band of brothers" qui donnera son nom à la série. La série met également en scène la reddition du général Tolsdorff devant Lipton.